# Якушкин, Дмитрий Иванович
Дмитрий Иванович Яку́шкин (1923, Воронеж, СССР — 1994) — советский разведчик, генерал-майор.

## Биография
Родился 16 мая 1923 года в Воронеже. В 1941 году добровольцем пошёл на фронт Великой Отечественной войны, служил в танковых войсках, участвовал в Параде Победы в Москве.
Был демобилизован в 1947 году. В 1947—1953 годах учился на экономическом факультете МГУ.
В 1953—1960 годах работал в Министерстве сельского хозяйства РСФСР, был помощником министра И. А. Бенедиктова.
C 1960 года работал в органах госбезопасности СССР — во внешней разведке. В 1962 году окончил школу № 101 и в 1963 году направлен в первую долгосрочную командировку в США, работал в резидентуре КГБ в Нью-Йорке.
После возвращения в СССР, с 1969 года занимал должности:
- Заместитель начальника 1-го отдела ПГУ КГБ (1969—1971)
- Начальник 3-го отдела ПГУ КГБ СССР (1971—1975)
- Главный резидент ПГУ в Вашингтоне (1975—1982)
- Начальник 1-го отдела ПГУ КГБ СССР (1982—1986)

С 1986 года в отставке.
Работал политическим и дипломатическим обозревателем ТАСС.
Умер 8 августа 1994 года в Москве. Похоронен на Новодевичьем кладбище.

Могила Якушкина на Новодевичьем кладбище Москвы.

### Семья
- Отец — Иван Вячеславович Якушкин, академик ВАСХНИЛ, сын члена I Государственной думы В. Е. Якушкина, правнук декабриста., осведомитель КГБ с 1931 г.
- Мать — Мария Фёдоровна Татаринова, дочь члена I Государственной думы Ф. В. Татаринова;
- Жена (первый брак) — Сусанна Евгеньевна Якушкина, урождённая Полюта[3], разведены по инициативе Сусанны Евгеньевны весной 1958 года[4].
  - Дочь — Ольга, профессор кафедры мастерства актера ГИТИСа[5].
  - Сын — Евгений (род. 1952), к. ф.-м. н, старший научный сотрудник Института кристаллографии РАН[6].
- Жена (второй брак)— Ирина Алексеевна Якушкина (1925—2009).
  - Сын от второго брака — Дмитрий (род. 1957) — пресс-секретарь президента РФ Бориса Ельцина и советник главы Администрации президента РФ.

## Награды
- Награждён орденами Красного Знамени, Трудового Красного Знамени, Отечественной войны I степени, Красной Звезды, нагрудными знаками «Почётный сотрудник госбезопасности» и «За службу в разведке», а также медалями и иностранными наградами.